# Ківерцівське (заповідне урочище)
Кі́верцівське — заповідне урочище в Україні. Розташоване в межах Ківерцівського району Волинської області, неподалік від північно-західної околиці міста Ківерці (кінець вул. Комунальна). 
Площа 75,9 га. Статус надано 1997 року на підставі рішення Волинської обласної ради № 12/4 від 04.11.1997 року. Перебуває у віданні ДП «Ківерцівське ЛГ» (Ківерцівське лісництво, кв. 99, 121, вид. 5, 10, кв. 122, вид. 1-5, кв. 123, вид. 1, 2, 4). 
Лісова площа віднесена до лісопаркової частини лісів зеленої зони. Тут зростають цінні високобонітентні сосново-дубові насадження віком 120—170 років. Діаметри стовбурів окремих дерев сягають до 80 см. Підріст і підлісок представлені цінними видами деревно-чагарникової рослинності, такими як: бруслина бородавчаста, аґрус лісовий, алича, глід колючий, терен, ліщина звичайна, горобина звичайна, яблуні, черешні, граб звичайний, що створює хороші місця для гніздування та кормову базу для лісових птахів. Тут трапляються вивірка звичайна, куниці, в дуплах старих дерев поселяються кажани, дятли та сови. Трав'яниста рослинність дуже різноманітна представлена цінними рослинами, серед яких трапляються біогалявини суниці лісової, чорниці, малини, ожини. В західній частині урочища розташована водойма площею близько 1 га, яка потребує охорони і збереження. 
Неподалік протікає меліоративна канава Прудниківської осушувальної системи, заплави якої представлені луговою та водно-болотною рослинністю. Віднедавна ці місця облюбували бобри.

## Галерея

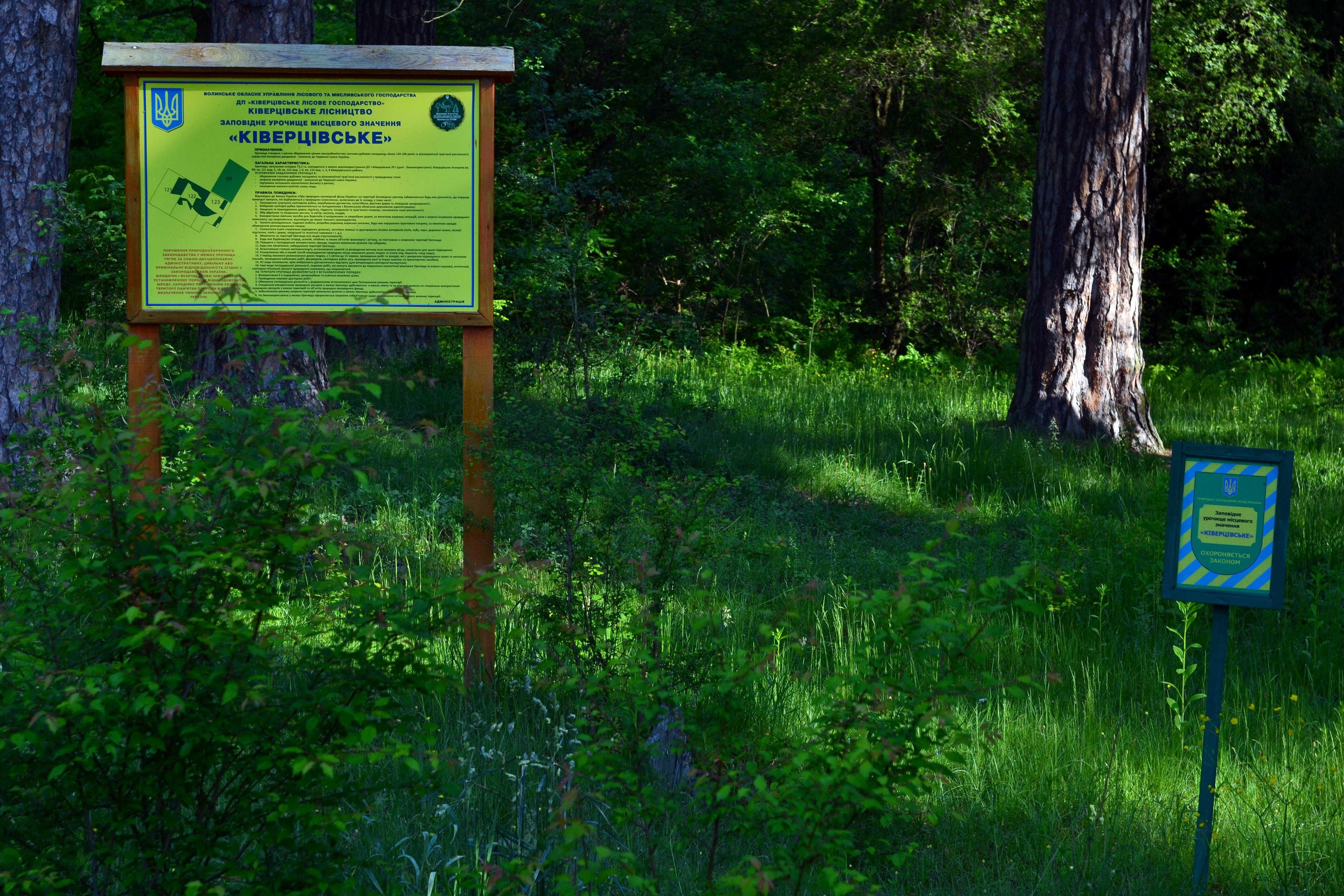
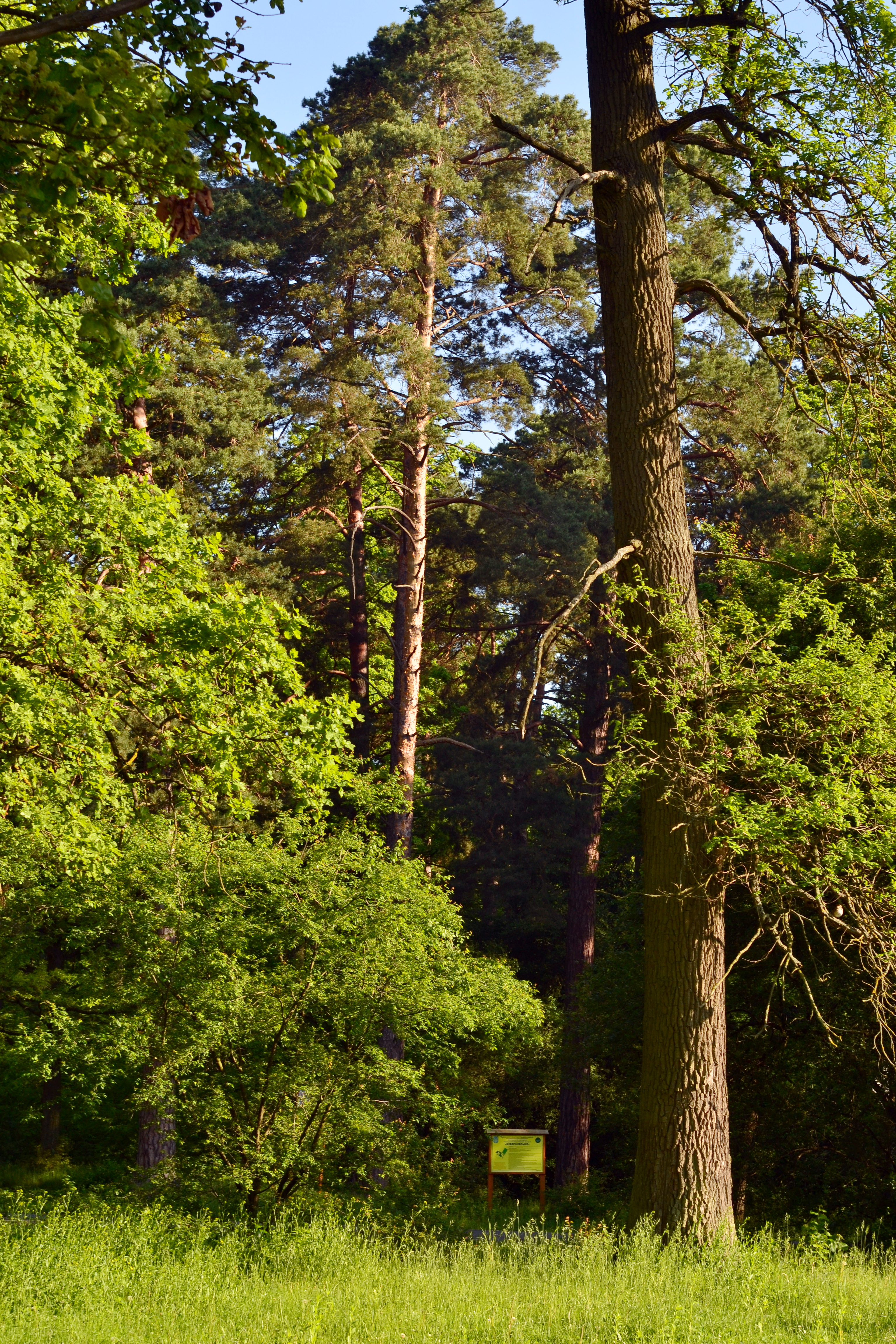
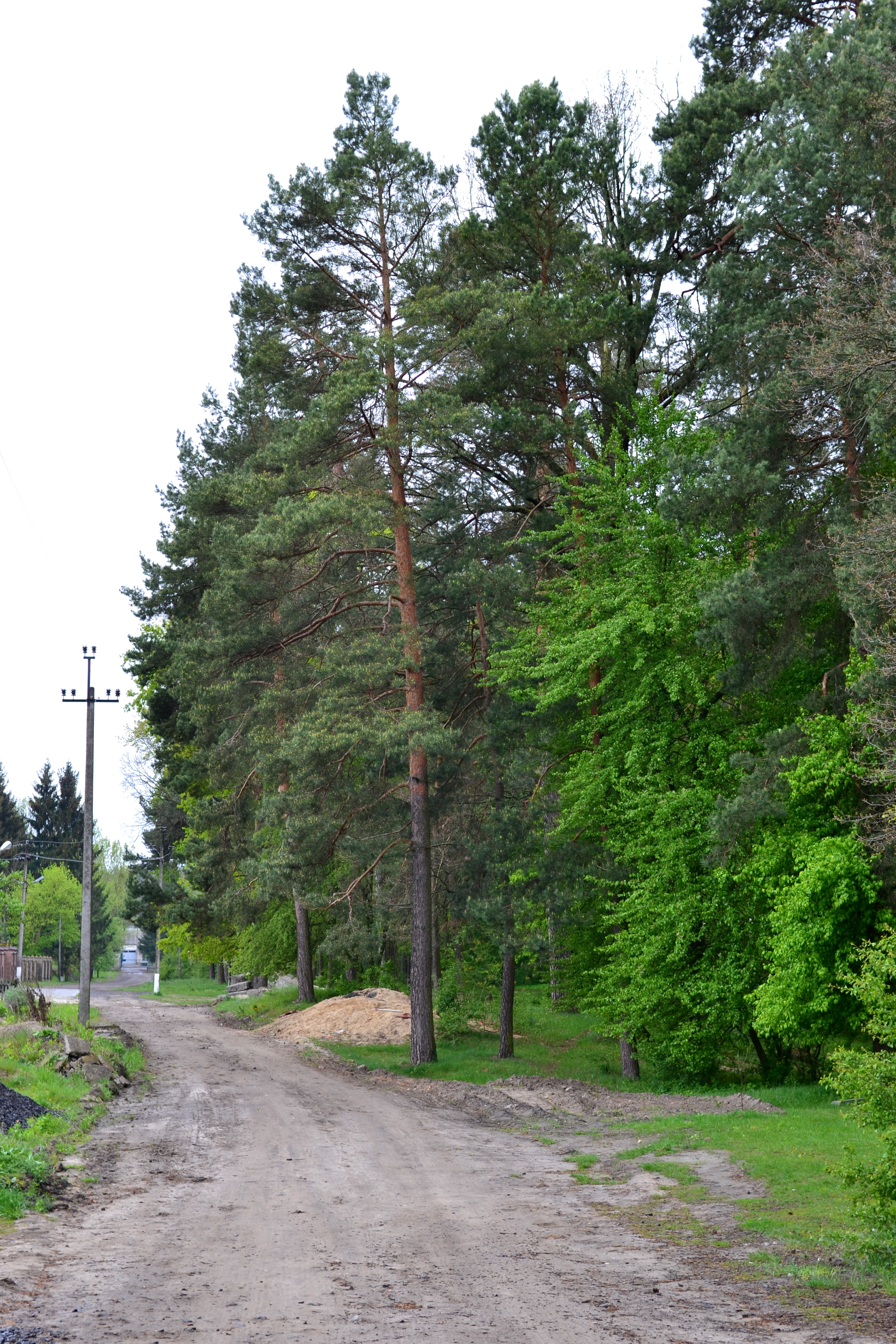
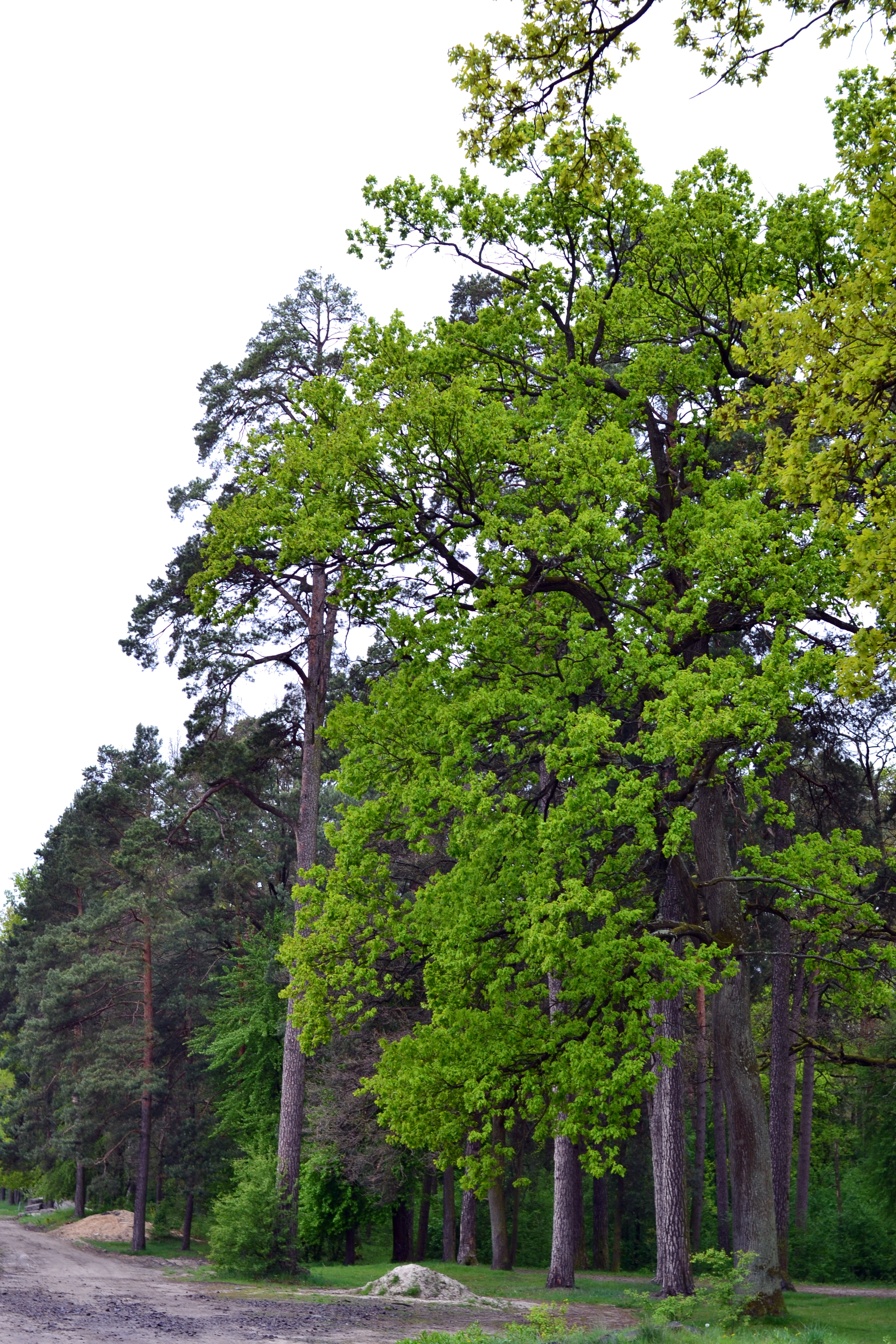
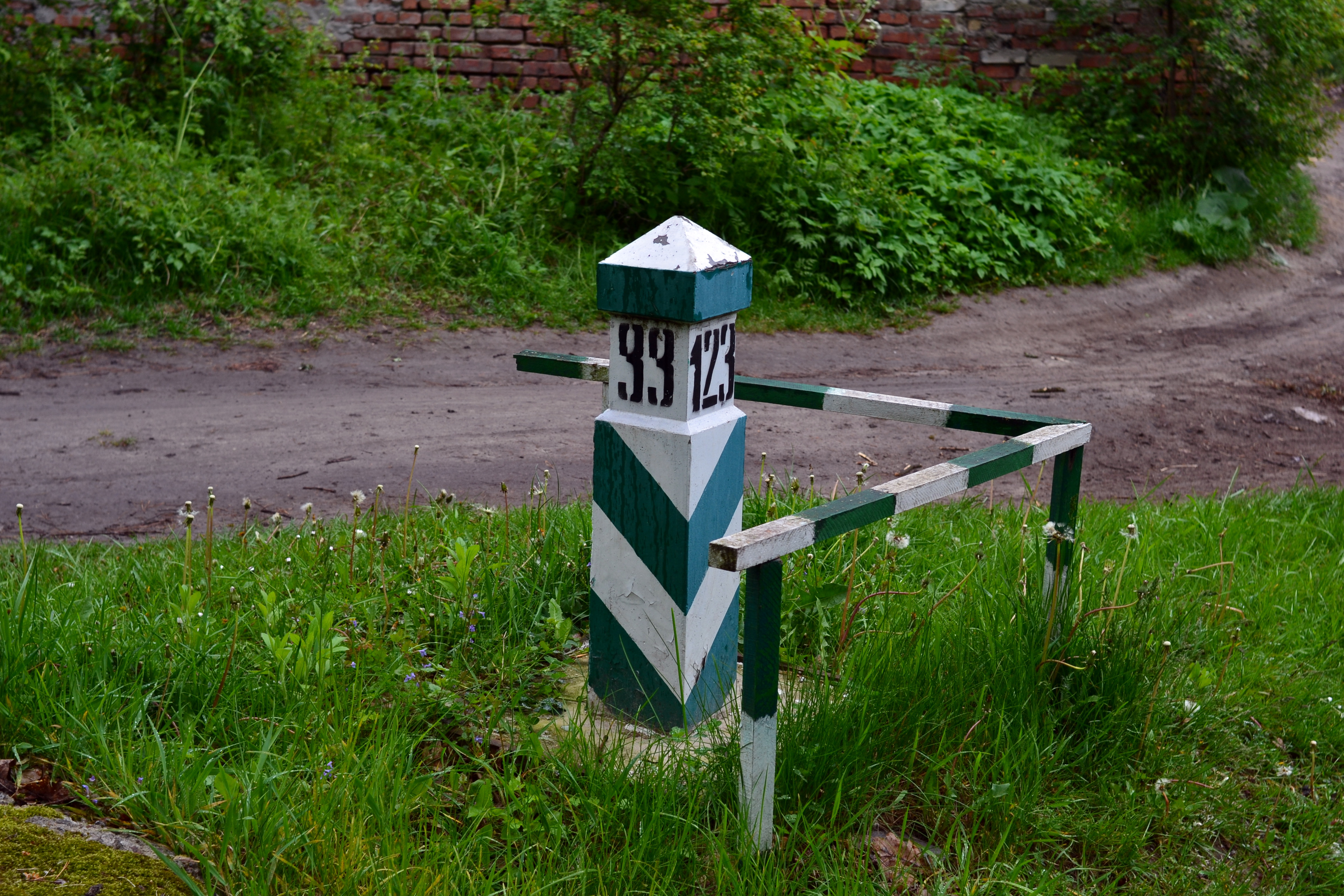
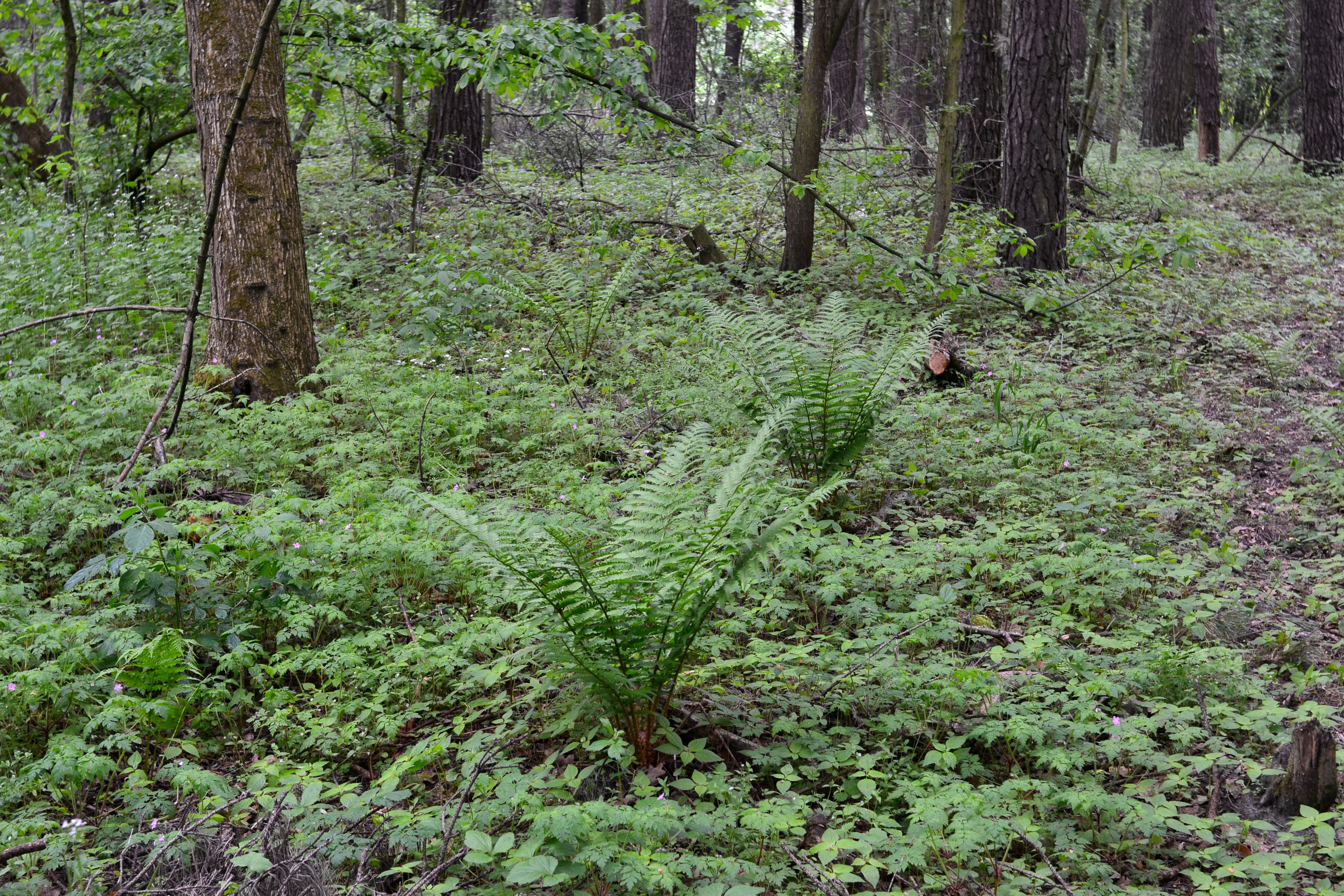